# Elegia thyrsoidea
Elegia thyrsoidea är en gräsväxtart som först beskrevs av Maxwell Tylden Masters, och fick sitt nu gällande namn av Neville Stuart Pillans. Elegia thyrsoidea ingår i släktet Elegia och familjen Restionaceae. Inga underarter finns listade i Catalogue of Life.